# Músculo extensor del índice
El extensor del índice (Extensor indicis) es un músculo delgado y elongado, localizado en la parte posterior del antebrazo. Al hacer su recorrido, corre paralelo al extensor largo del pulgar, medial a este.

## Origen e inserción
El extensor del índice se origina de la superficie dorsal (posterior) del cúbito, justo por debajo de la inserción del extensor largo del pulgar y de la membrana interósea.
Su tendón continúa por debajo del Retináculo flexor de la mano en el mismo compartimento que transmite los tendones del extensor común de los dedos de la mano, opuesto a la cabeza del segundo hueso metacarpiano, se une en el lado cubital al tendón del extensor común de los dedos de la mano en dirección a la extremidad de la primera falange del dedo índice.

## Acción
El músculo Extensor indicis proprius extiende el dedo índice y, a medida que continúa su contracción, ayuda a extender la muñeca. Es un músculo innervado por el nervio interóseo posterior, una de las ramas del nervio radial.

## Imágenes adicionales

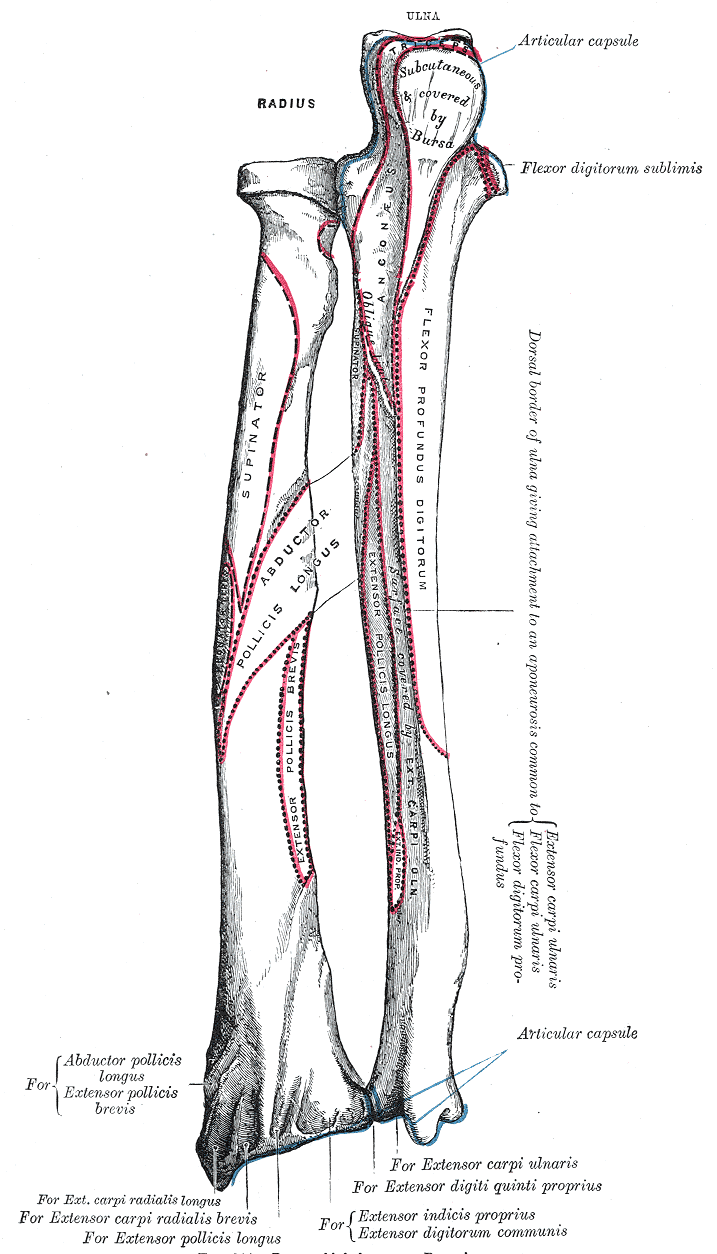
Huesos del antebrazo izquierdo, vista posterior.
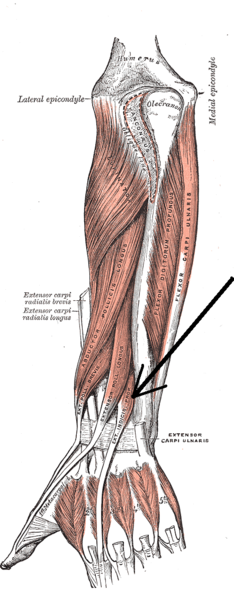
Superficie posterior del antebrazo, músculos profundos.
Sección transversal a través de la muñeca.

- Datos: Q932883
- Multimedia: Extensor indicis muscles / Q932883